# 骆庄乡
骆庄乡，是中华人民共和国河北省邢台市任泽区下辖的一个乡镇级行政单位。

## 行政区划
骆庄乡下辖以下地区：
骆庄六村、骆庄一村、骆庄二村、骆庄三村、骆庄四村、骆庄五村、达六庄一村、达六庄二村、达六庄三村、东盟台村、李白铺村、程寨村、西望村和东望村。